# Région métropolitaine de Munich

Région métropolitaine de Munich

La Région métropolitaine de Munich  est une des onze régions métropolitaines d'Allemagne. Elle est située en Bavière et comprend les agglomérations de Munich, Augsbourg, Ingolstadt, Landshut, Rosenheim et Landsberg am Lech.
La région métropolitaine de Munich est la cinquième région métropolitaine allemande la plus peuplée après la région Rhin-Ruhr, la région métropolitaine de Francfort Rhin-Main, la région métropolitaine de Berlin-Brandebourg et la région métropolitaine de Stuttgart.
La région métropolitaine de Munich s'étend sur 27.700 km². Sa population s'élève à  5.203.738 habitants.

## Districts
La région métropolitaine de Munich comprend trois districts
- district de Basse-Bavière,
- district de Haute-Bavière,
- district de Souabe.

## Arrondissements
La région incorpore également plusieurs arrondissements
- Arrondissement de Dachau,
- Arrondissement d'Ebersberg,
- Arrondissement d'Erding,
- Arrondissement de Freising,
- Arrondissement de Fürstenfeldbruck,
- Arrondissement de Landsberg am Lech,
- Arrondissement de Munich,
- Arrondissement de Starnberg.